# Sympetrum haritonovi
Sympetrum haritonovi là loài chuồn chuồn trong họ Libellulidae. Loài này được Borisov mô tả khoa học đầu tiên năm 1983.